# Jashbaataryn Tsagaanbaatar
Jashbaataryn Tsagaanbaatar –en mongol, Хашбаатарын Цагаанбаатар– (Baruunturuun, 19 de marzo de 1984) es un deportista mongol que compite en judo.
Participó en tres Juegos Olímpicos de Verano entre los años 2004 y 2012, obteniendo una medalla de bronce en la edición de Atenas 2004 en la categoría de –60 kg. En los Juegos Asiáticos de 2006 consiguió una medalla de oro.
Ganó dos medallas en el Campeonato Mundial de Judo en los años 2009 y 2010, y seis medallas en el Campeonato Asiático de Judo entre los años 2003 y 2011.

## Palmarés internacional
| Juegos Olímpicos    | Juegos Olímpicos        | Juegos Olímpicos  | Juegos Olímpicos |
| Año                 | Lugar                   | Medalla           | Categoría        |
| ------------------- | ----------------------- | ----------------- | ---------------- |
| 2004                | Atenas (Grecia)         | Medalla de bronce | –60 kg           |
| Campeonato Mundial  |                         |                   |                  |
| Año                 | Lugar                   | Medalla           | Categoría        |
| 2009                | Róterdam (Países Bajos) | Medalla de oro    | –66 kg           |
| 2010                | Tokio (Japón)           | Medalla de bronce | –66 kg           |
| Juegos Asiáticos    |                         |                   |                  |
| Año                 | Lugar                   | Medalla           | Categoría        |
| 2006                | Doha (Catar)            | Medalla de oro    | –66 kg           |
| Campeonato Asiático |                         |                   |                  |
| Año                 | Lugar                   | Medalla           | Categoría        |
| 2003                | Jeju (Corea del Sur)    | Medalla de oro    | –60 kg           |
| 2004                | Almatý ( Kazajistán)    | Medalla de bronce | –60 kg           |
| 2005                | Taskent (Uzbekistán)    | Medalla de oro    | –66 kg           |
| 2007                | Kuwait (Kuwait)         | Medalla de plata  | –66 kg           |
| 2008                | Jeju (Corea del Sur)    | Medalla de plata  | –66 kg           |
| 2011                | Abu Dabi (EAU)          | Medalla de plata  | –66 kg           |